# Окс, Виктор Борисович
Виктор Борисович Окс (при рождении Виктор-Абрам Окс; 5 марта 1879, Одесса — 1954, Франция) — русский писатель, автор художественной прозы, пьес, литературной критики.

## Биография
Родился 5 марта (по старому стилю) 1879 года в Одессе, в семье врача, редактора и издателя Бориса Абрамовича Окса. В 1897 году окончил Восьмую петербургскую гимназию на Васильевском Острове. Учился на юридическом факультете Санкт-Петербургского университета, откуда дважды исключался за участие в марксистских кружках, подвергся кратковременным арестам и высылке (1902). Окончил юридический факультет Новороссийского университета. С 1896 года выступал в печати как театральный критик, драматург, публиковал повести, рассказы и романы, историческую и приключенческую прозу для юношества.
Работал присяжным поверенным, с 1909 года — присяжный стряпчий. 
После Октябрьской революции 1917 года — член правления Союза сценических деятелей и его представитель в Петроградском совете. В 1917—1921 годах — управляющий делами Строительного управления Всероссийского совета народного хозяйства (ВСНХ), заведующий правовым подотделом Петроградского отделения Народного Комиссариата внешней торговли (1921—1922). В 1922 году был назначен юрисконсультом советского торгпредства в Константинополе, в 1924 году — представителем Нефтесиндиката в Англии, откуда не вернулся. В эмиграции продолжал заниматься литературной деятельностью, опубликовал воспоминания о встречах с представителями русской творческой интеллигенции. С 1927 года жил во Франции.

## Семья
- Первая жена — Лидия Борщ.
- Вторым браком был женат на Любови Васильевне Миловидовой (в первом браке замужем за Л. Б. Красиным)[6]. Их дети — Андрэ Окс, участник движения Сопротивления во Франции, погиб в 1944 году; Нина Викторовна Окс (в замужестве Филиппова), литературный секретарь А. М. Горького на Капри.
- Братья — Алекандр Борисович Окс (1871—1932), врач-офтальмолог, автор публикаций по практической медицине, переиздававшихся медицинских русско-латинского и латинско-русского словарей; Евгений Борисович Окс (1899—1968), художник. Племянница — театральная художница Людмила Евгеньевна Окс (1931—2013).
- Дядя — юрист Моисей (Исаак) Абрамович Окс (1844, Бершадь — 1891, Одесса), автор трудов по юриспруденции, рассказов, фельетонов.

## Книги
- Изломанные натуры (роман). СПб: Типо-литография В. В. Комарова, 1901. — 112 с.
- Обитель в осаде: Историческая повесть. СПб: Типография Альтшулера, 1904. — 160 с.; 2-е изд. СПб: Т-во М. О. Вольф, 1913. — 277 с.
- На Балкане (повесть). СПб: Типография санкт-петербургского товарищества печатного и издательского дела «Труд», 1905. — 142 с.
- Вольные дни Великого Новгорода (повесть). СПб: Типография санкт-петербургского акционерного общества «Слово», 1906. — 112 с.; 2-е издание — СПб: Издательство Т-ва М. О. Вольф, 1914. — 159 с.
- Трудом и любовью (повесть). СПб: Н. Морев, 1906. — 76 с.
- Среди дикарей (Жизнь и деятельность Миклухи-Маклая). СПб, 1906; 3-е изд. — Петроград: Типография П. П. Гершунина, 1919. — 94 с.
- Ла и Джо (рассказ). СПб: Юный читатель, 1912. — 31 с.
- Дева Орлеанская. Жанна д'Арк. СПб: М. Н. Слепцова, 1913. — 80 с.
- В цирке (рассказ). Петроград — Москва: Синяя птица, 1923. — 46 с.
- Первый петербуржец: повесть из времён основания Петербурга. СПб: Изд-во «Остров», 2003. — 71 с.
- Eglīte cirkā (В цирке). Рига: Apgāds Rasa, 2008. — 30 с.